# Polski Cmentarz w Teheranie

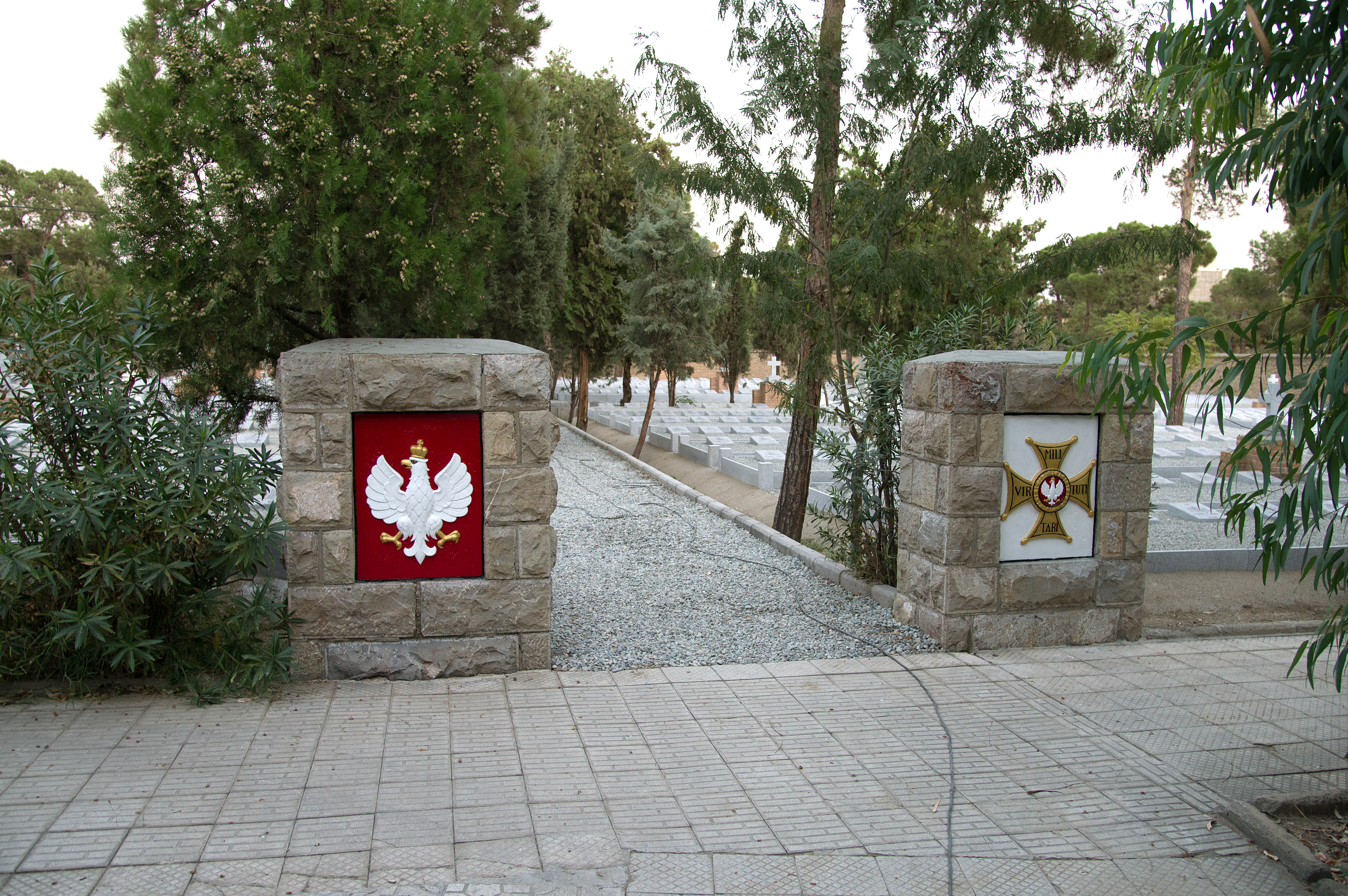
Brama cmentarza

Polski Cmentarz w Teheranie, właściwie Polski Cmentarz Wojenny w Teheranie – polska nekropolia położona we wschodniej części stolicy Iranu, stanowiąca wydzieloną część katolickiego cmentarza w dzielnicy Dulab. Są na niej pochowani polscy wychodźcy z ZSRR, żołnierze Armii Polskiej w ZSRR gen. Władysława Andersa oraz cywile, w tym dzieci, którzy opuścili Związek Radziecki w trakcie tzw. „ewakuacji Armii Andersa” w 1942 roku. Na cmentarzu tym pochowano 1937 osób, w tym 409 wojskowych. Zmarły one głównie z powodu ogólnego wycieńczenia i chorób jakich nabawiły się na skutek przebywania w katastrofalnych warunkach w ZSRR.
Po ewakuacji z ZSRR w Iranie znalazło się ponad 115 tys. Polaków, w tym około 25 tys. cywilów, wśród których 13 tys. to dzieci. Na ulicach Teheranu język polski był powszechnie słyszany. Polscy uchodźcy otwierali sklepy, kawiarnie, restauracje, pracowali w bazach amerykańskich i brytyjskich. Kilkaset kobiet wyszło za mąż za Persów i pozostało w Iranie na stałe.
„Po powrocie do Teheranu musiałem się zająć najgorliwiej szpitalami i obozami dla ludności cywilnej. Największym nieszczęściem był często beznadziejny stan zdrowia przybywających. Nieraz już po przybyciu do Teheranu ludzie umierali wskutek wycieńczenia i długotrwałego głodu podczas dwuletniego pobytu w Rosji sowieckiej. W ciągu kilku tygodni las, przeszło tysiąca krzyży, pokrył cmentarz polski w Teheranie. Zmarł także mój adiutant i serdeczny przyjaciel sprzed wojny porucznik Zygmunt Kostakiewicz, któremu cudem udało się wydostać z łagrów sowieckich” – pisał po latach generał Władysław Anders.
Na cmentarzu znajduje się dwudzielny cokół, na którym umieszczona jest tablica pamiątkowa z polskim napisem: Pamięci Wygnańców Polskich, którzy w drodze do ojczyzny w Bogu spoczęli na wieki 1942–1944.
Łącznie na obszarze Iranu zmarło w czasie wojny ponad 3500 Polaków, w tym 611 wojskowych. Największe (poza Teheranem) nekropolie polskie znajdują się w Pahlewi, Isfahanie i Kazwinie.